# Loiben
Loiben ist eine ehemalige Gemeinde in Niederösterreich mit den Ortsteilen Oberloiben und Unterloiben. 1971 wurde die Gemeinde mit Dürnstein zusammengelegt. Sie befindet sich am linken Donauufer, südöstlich von Dürnstein.

## Oberloiben
In Oberloiben befindet sich ein monumentales Franzosendenkmal, das an den Sieg der österreichisch-russischen Truppen gegen die napoleonischen in der Schlacht von Dürnstein im Jahr 1805 erinnert.

## Unterloiben
Loiben ist seit 1379 eine eigenständige Pfarre und eine Tegernseesche Gründung. Die ursprünglich gotische Pfarrkirche in Unterloiben, die im 15. Jahrhundert zweischiffig erweitert wurde, ist dem heiligen Quirin geweiht. Das Hochaltarbild zeigt das Martyrium des heiligen Quirinus und ist ein Werk des Kremser Schmidt aus dem Jahr 1782.
- Katholische Pfarrkirche Unterloiben hl. Quirin